# 龙胜虎耳草
龙胜虎耳草（学名：Saxifraga longshengensis）为虎耳草科虎耳草属下的一个种。其种加词“longshengensis”意为“广西龙胜各族自治县的”。现接受名为广西虎耳草（Saxifraga kwangsiensis Chun & F.C.How ex C.Z.Gao & G.Z.Li, 1983）。其种加词“kwangsiensis”意为“广西的”。

主要生长于广西龙胜。生于海拔830米的水边石隙。

## 特征
多年生草本，高约32厘米。根状茎极短。
叶均基生，具长柄；叶片椭圆形至长圆形，长2.4-6.5厘米，宽1.1-2.2厘米，先端急尖，边缘中上部有锯齿，基部楔形，两面被带黑褐色腺头之糙伏毛；叶柄长3-7.5厘米，被腺糙伏毛。
花葶疏生粗腺毛。多歧聚伞花序长约11厘米，具16花；花序分枝细弱，长达8厘米；花梗长约1.2厘米，纤细，疏生腺柔毛；花两侧对称；萼片5，在花期开展，近卵形，长2-2.3毫米，宽约1.2毫米，先端钝，两面和边缘疏生腺柔毛，3脉于先端半汇合；花瓣白色，5枚，其中3枚较短，卵形，长3.5-4毫米，宽2-2.4毫米，先端急尖，基部具长约0.4毫米之爪，3脉于先端不汇合，另2枚较长，线形，长1.65-1.95厘米，宽2-2.2毫米，先端急尖，基部具长1-1.5毫米之爪，3脉于先端半汇合；雄蕊长约5毫米，花丝棒状；2心皮下部合生，长约4.5毫米；子房卵球形，长约2毫米，花柱2，长约2.5毫米，稍叉开。
花果期7-10月。